# Igor Thiago
Igor Thiago Nascimento Rodrigues (Tucuruí, 26 juni 2001) is een Braziliaans voetballer die sinds 2024 onder contract ligt bij Brentford FC

## Clubcarrière

### Cruzeiro
Thiago maakte op 22 januari 2020 zijn officiële debuut in het eerste elftal van Cruzeiro EC: in de Campeonato Mineiro kreeg hij tegen Boa EC (2-0-zege) meteen een basisplaats. Na afloop van dat staatskampioenschap maakte Thiago met Cruzeiro zijn opwachting in de Série B. Thiago speelde in alle competities samen 64 officiële wedstrijden voor Cruzeiro, waarin hij tienmaal scoorde.

### PFK Loedogorets
In maart 2022 tekende Thiago bij de Bulgaarse landskampioen PFK Loedogorets. Op 18 april 2022 debuteerde hij voor de B-ploeg van Loedogorets in de Vtora Liga: in de 1-2-nederlaag tegen Litex Lovetsj zorgde hij na de vroege openingsgoal van de bezoekers voor de gelijkmaker. Een week later scoorde hij tweemaal in de 3-2-nederlaag van Loedogorets B tegen Dobroedzja Dobritsj. Thiago klokte dat seizoen af op drie goals in vier wedstrijden in de Vtora Liga. Ook voor het eerste elftal kwam hij in het seizoen 2021/22 al even in actie: op 30 april 2022, toen de club al kampioen was, mocht hij invallen in de play-offwedstrijd tegen CSKA Sofia in de 62e minuut invallen voor Matías Tissera. Een minuut later legde Thiago de 5-0-eindscore vast. Op de slotspeeldag van de play-offs mocht hij in de 0-1-zege tegen Levski Sofia een paar minuten voor tijd invallen.
In zijn eerste volledige seizoen bij Loedogorets drukte Thiago stevig zijn stempel. Met twintig doelpunten in alle competities werd hij dat seizoen clubtopschutter. In de reguliere competitie, waarin Loedogorets eerste eindigde, scoorde hij dertien keer. Thiago scoorde vooral in de tweede helft van de reguliere competitie. Op de 24e competitiespeeldag scoorde hij pas zijn vijfde competitiegoal van het seizoen. Mede dankzij een hattrick tegen Botev Vratsa op de 25e speeldag en een tweeklapper tegen Arda Kardzjali een week later klokte hij uiteindelijk af op dertien goals. In de play-offs was hij ook nog eens goed voor twee goals. Op 7 juni 2023 verzekerde Loedogorets zich van zijn twaalfde landstitel. Thiago miste de titelwedstrijd tegen Tsjerno More Varna door een schorsing die hij in de wedstrijd daarvoor opliep omdat hij na zijn goal zijn truitje had uitgetrokken.
Op 24 mei 2023 won Thiago met de Bulgaarse voetbalbeker zijn vierde prijs met Loedogorets, na eerder de twee landstitels en de Bulgaarse Supercup in 2022. De Braziliaan stond de hele wedstrijd tussen de lijnen in de finale, die Loedogorets met 3-1 won. Thiago scoorde in dit toernooi slechts één keer: in de 2-1-zege tegen Levski Sofia in de achtste finale de openingsgoal van Welton Felipe uit.
In Europa scoorde Thiago in het seizoen 2022/23 viermaal. In de Champions League-voorrondes legde hij in de heenwedstrijd van de tweede kwalificatieronde tegen Shamrock Rovers in de blessuretijd de 3-0-eindscore vast, nauwelijks enkele minuten nadat hij was ingevallen. Ook in de terugwedstrijd liet hij zich ondanks zijn geringe speeltijd opmerken: in de 86e minuut viel hij bij een 2-0-achterstand in voor Pieros Sotiriou, in de blessuretijd leverde hij de assist af voor de 2-1 van Cauly, die de kwalificatie veiligstelde. Nadat Loedogorets in de derde voorronde het onderspit moest delven tegen Dinamo Zagreb, moest de club het in de Europa League-voorrondes opnemen tegen FK Žalgiris. De club haalde het, mede dankzij een goal van Thiago, die in de terugwedstrijd al in de achtste minuut de openingsgoal van Fabien Ourega uitwiste.
In de Europa League-groepsfase, waarin Loedogorets derde eindigde in een groep met Real Betis, AS Roma en HJK Helsinki, kwam Thiago in elke groepswedstrijd aan spelen toe (viermaal als basisspeler, tweemaal als invaller). Hierin kwam hij niet tot scoren. Dat deed hij des te meer in de tussenronde van de Conference League: in de 1-0-zege tegen RSC Anderlecht scoorde hij het enige doelpunt, een week later scoorde hij het enige Bulgaarse doelpunt in de 2-1-nederlaag in het Lotto Park. Loedogorets werd uiteindelijk gewipt na strafschoppen.

### Club Brugge
In juni 2023 maakte Thiago de overstap naar Club Brugge, waar hij een vierjarig contract ondertekende. Club Brugge telde zo'n acht miljoen euro neer voor de aanvaller. Op 26 mei 2024 werd Thiago met Club Brugge kampioen van de Jupiler Pro League.

### Brentford
Na afloop van het seizoen 2023-24 verruilde Thiago Club Brugge voor het Engelse Brentford FC. Tijdens de voorbereiding voor het nieuwe seizoen liep hij echter een meniscusblessure op, waardoor hij uiteindelijk pas op 23 november 2024 zijn debuut kon maken, tegen Everton FC, voor zijn nieuwe club.

## Erelijst
| Kampioen Parva Liga      | 2x | 2021/22, 2022/23 |
| Bulgaarse Supercup       | 1x | 2022             |
| Bulgaarse voetbalbeker   | 1x | 2022/23          |
| Club Brugge              |    |                  |
| Kampioen Eerste klasse A | 1x | 2023/24          |

2 Romero ·
4 Ordóñez ·
8 Tzolis ·
9 Jutglà ·
10 Vetlesen ·
14 Meijer ·
15 Onyedika ·
16 Van den Heuvel ·
17 Vermant ·
19 Nilsson ·
20 Vanaken  · 
21 Skóraś ·
22 Mignolet ·
24 Osuji ·
27 Nielsen ·
29 Jackers ·
30 Jashari ·
41 Siquet ·
44 Mechele ·
55 De Cuyper ·
58 Spileers ·
62 Audoor ·
64 Sabbe ·
65 Seys ·
66 Yameogo ·
67 Et Taïbi ·
68 Talbi ·
71 De Corte ·
81 Vanden Driessche ·
84 Campbell ·
87 Furo ·
Coach: Hayen
Assistent-coach: Jonckheere